# عروسک گناهکار
عروسک گناهکار (به هندی: Papi Gudia) فیلمی محصول سال ۱۹۹۶ و به کارگردانی لارنس دی سوزا است. در این فیلم بازیگرانی همچون آویناش واداوان، کاریسما کاپور، شاکتی کاپور، مستر عمار، تینو آناند ایفای نقش کرده‌اند.